# 9회 농심 신라면배 세계바둑 최강전
9회 농심 신라면배 세계바둑 최강전은 대한민국, 중국, 일본의 대결로 중국이 첫 우승에 성공했다.  

## 대국 결과
| 대국 | 대국일자 | 대국일자  | 차전  | 장소                       | 승자               | 패자               | 결과              | 기보                             |
| ---- | -------- | --------- | ----- | -------------------------- | ------------------ | ------------------ | ----------------- | -------------------------------- |
| 1    | 2007년   | 10월 16일 | 1차전 | 중국 베이징 쿤룬(昆崙)호텔 | 하네 나오키 九단   | 펑취안 七단        | 264수 백 반집승   | [ 깨진 링크 ( 과거 내용 찾기 ) ] |
| 2    | 2007년   | 10월 17일 | 1차전 | 중국 베이징 쿤룬(昆崙)호텔 | 홍민표 六단        | 하네 나오키 九단   | 237수 백 반집승   | [ 깨진 링크 ( 과거 내용 찾기 ) ] |
| 3    | 2007년   | 10월 18일 | 1차전 | 중국 베이징 쿤룬(昆崙)호텔 | 왕시 九단          | 홍민표 六단        | 231수 흑 불계승   | [ 깨진 링크 ( 과거 내용 찾기 ) ] |
| 4    | 2007년   | 10월 19일 | 1차전 | 중국 베이징 쿤룬(昆崙)호텔 | 왕시 九단          | 고노 린 九단       | 240수 흑 2집반승  | [ 깨진 링크 ( 과거 내용 찾기 ) ] |
| 5    | 2007년   | 11월 26일 | 2차전 | 부산 농심호텔              | 왕시 九단          | 조한승 九단        | 302수 흑 10집반승 | [ 깨진 링크 ( 과거 내용 찾기 ) ] |
| 6    | 2007년   | 11월 27일 | 2차전 | 부산 농심호텔              | 야마다 기미오 九단 | 왕시 九단          | 322수 흑 반집승   | [ 깨진 링크 ( 과거 내용 찾기 ) ] |
| 7    | 2007년   | 11월 28일 | 2차전 | 부산 농심호텔              | 목진석 九단        | 야마다 기미오 九단 | 287수 백 3집반승  | [ 깨진 링크 ( 과거 내용 찾기 ) ] |
| 8    | 2007년   | 11월 29일 | 2차전 | 부산 농심호텔              | 목진석 九단        | 후야오위 八단      | 270수 백 반집승   | [ 깨진 링크 ( 과거 내용 찾기 ) ] |
| 9    | 2007년   | 11월 30일 | 2차전 | 부산 농심호텔              | 목진석 九단        | 요다 노리모토 九단 | 242수 흑 6집반승  | [ 깨진 링크 ( 과거 내용 찾기 ) ] |
| 10   | 2007년   | 12월 1일  | 2차전 | 부산 농심호텔              | 창하오 九단        | 목진석 九단        | 148수 백 불계승   | [ 깨진 링크 ( 과거 내용 찾기 ) ] |
| 11   | 2008년   | 2월 19일  | 3차전 | 중국 상하이 화팅(華亭)호텔 | 창하오 九단        | 다카오 신지 九단   | 213수 흑 2집반승  | [ 깨진 링크 ( 과거 내용 찾기 ) ] |
| 12   | 2008년   | 2월 20일  | 3차전 | 중국 상하이 화팅(華亭)호텔 | 창하오 九단        | 이창호 九단        | 288수 백 반집승   | [ 깨진 링크 ( 과거 내용 찾기 ) ] |
| 13   | 2008년   | 2월 21일  | 3차전 | 중국 상하이 화팅(華亭)호텔 | 창하오 九단        | 박영훈 九단        | 227수 흑 불계승   | [ 깨진 링크 ( 과거 내용 찾기 ) ] |

결과: 중국 우승 (7승 3패, 구리 九단은 출장하지 않음), 대한민국 준우승 (4승 5패), 일본 3위 (2승 5패)